# Fabrício Mafuta
Fabrício Mafuta (Luanda, 20 de setembro de 1988) é um futebolista profissional angolano que atua como defensor.

## Carreira
Fabrício Mafuta representou o elenco da Seleção Angolana de Futebol no Campeonato Africano das Nações de 2013.